# Aleksander Tarnowski (skrzypek)
Aleksander Tarnowski (ur. 1812 w Wilnie, zmarły po 1867 w Clermont-Ferrand) – polski skrzypek i kompozytor.

## Życie
Tarnowskiego uczył w Wilnie gry na skrzypcach znakomity skrzypek i kompozytor prof. Ignacy Reutt (1793-1850), związany z Orkiestrą Uniwersytetu Wileńskiego. Aleksander miał być (podobnie jak inny muzyk – wiolonczelista Antoni Rakowski) oficerem w powstaniu styczniowym. Aleksander w 1832 był uczniem sławnego François-Antoine Habenecka (1781-1849) w Paryżu. Lecz także już od roku 1832 mieszkał w Clermont-Ferrand, stolicy francuskiej Owerni, gdzie dawał lekcje gry na fortepianie i przyjaźnił się z francuskim kompozytorem André George Louis Onslowem, grał także partię pierwszych skrzypiec przy wykonywaniu jego nowych dzieł; grywał także niewydane fragmenty dzieł Onslowa m.in. na koncercie w r. 1837 : melodię oraz scenę dramatyczną z opery Guise usunięte przez Onslowa dla zadowolenia dyrekcji Opéra-Comique. W grudniu 1836, zorganizował z wiolonczelistą Antonim Rakowskim koncert, dzięki któremu zyskał uznanie w Clermont.  W roku 1839 Onslow założył Towarzystwo Filharmoniczne z Clermond-Ferrand w którym Aleksander Tarnowski bardzo się udzielał, i które później wybrało go na swego dyrektora. Tarnowski namówił także Onslowa do zaproszenia do Clermont-Ferrand latem 1840 wynalazcy ksylofonu i ksylofonisty pochodzącego z terenów polskich chasydy: Samsona Jakubowskiego (1801-1873), Aleksander grał też w wielu koncertach charytatywnych m.in. wraz z Onslowem w grudniu 1840 po powodzi, która dotknęła Owernię, w roku 1856, grał na skrzypcach, na koncercie charytatywnym m.in. fantazję swojej kompozycji z opery Guido et Ginevra. Do uczniów Aleksandra Tarnowskiego należał Alexis Emmanuel Chabrier (1841-1894). W roku 1860 został zatrudniony w "École communale professionnelle" w Clermont-Ferrand, w której najpierw uczył śpiewu, a w 1867 roku dał kurs muzyki instrumentalnej i teorii. Z roku 1864 mamy informację, że Tarnowski żył i miał utalentowanych uczniów. W 1862 roku założył chór o nazwie W roku 1862 założył Chór "Les Enfants de l'Auvergne", którym później dyrygował Jean Soulacroup.

## Kompozycje
Aleksander Tarnowski wydał kilka utworów własnych we Francji, m.in.:
- Nini : Schottisch : pour le piano, op. 4, dedykowana Marie Bertrand (wyd. Th. Nowiński, Paryż, 1857; partytura udostępniona na portalu BnF Gallica.

Wymieniane są też następujące kompozycje Aleksandra Tarnowskiego:
- Fantaisie pour violon sur une romance M. Doche; dedie’e a` Georges Onslow (niewydane)
- Fantaisie pour violon sur un romance de Guido et Ginevra, (na motywie z 5-aktowej opery Fromentala Halévy’ego i Eugène Scribe’a pt. Guido et Ginevra ou Peste de Florence);
- Fantaisie sur les motifs d’il Trovatore, (na motywach z Il Trovatore, tzn. Trubadura Giuseppe Verdiego);
- Fantaisie sur les motifs de l’Etoile du Nord, (na motywach z opery Giacomo Meyerbeera);
- Polka pour piano;
- Grand valse pour piano[14].
- Une sottise pour piano, (zapisane)[15][16]